# Масая (місто)
Масая (ісп. Masaya) — місто і муніципалітет в західній частині Нікарагуа, адміністративний центр департаменту Масая.

## Географія
Масайя розташоване приблизно вза 14 км на захід від міста Гранада та за 31 км на південний схід від Манагуа. На захід від міста знаходиться активний вулкан Масая, який і дав йому ім'я.
Абсолютна висота — 254 метри над рівнем моря.

## Населення
За даними на 2013 рік чисельність населення міста становить 92 540 осіб.
Динаміка чисельності населення міста по роках:
| 1971   | 1995   | 2000    | 2005   | 2013   |
| ------ | ------ | ------- | ------ | ------ |
| 30 796 | 88 971 | 108 362 | 92 598 | 92 540 |

## Відомі уродженці
У Масаї народився колишній президент Нікарагуа (з 2002 по 2007 роки), Енріке Боланьйос.